# Стагфляция
Стагфля́ция (словослияние стагна́ция + инфля́ция) — ситуация, в которой экономический спад и депрессивное состояние экономики (стагнация и рост безработицы) сочетаются с ростом цен — инфляцией.
Изобретение термина приписывают британскому политику, министру финансов начала 1970-х годов Иану Маклеоду. Выражение было впервые употреблено Маклеодом в парламентской речи в 1965 году.

## История
До второй половины 1960-х годов для циклически развивающейся экономики характерным являлось то, что спад производства и депрессия вызывали, как правило, понижение цен (дефляцию) или, по крайней мере, тормозили их повышение. Явление стагфляции впервые достаточно чётко обозначилось в конце 1960-х годов. Так, в 1970 году безработица и инфляция в США достигли рекордного за послевоенный период уровня 6 % и 5,5 % (до середины 1960-х годов инфляция не превышала 1-1,5 %, а безработица — 2-2,5 %). Второй всплеск стагфляции проявился в 1974—1976 годах, когда темп роста цен в США составил более 10 %, а безработица достигла 7,6 %. Аналогичная ситуация наблюдалась во время экономического спада 1981—1982 годов. В целом за 16 лет с 1949 по 1965 год розничные цены в США выросли на 29 %, а за последующие 17 лет с 1965 по 1982 годы — на 100 %, то есть средний уровень инфляции в указанный период вырос в 3-4 раза, а уровень безработицы вырос как минимум в 2-3 раза. Аналогичные тенденции в этот период происходили во всех других развитых странах Запада — в ФРГ, Франции, Великобритании, Италии, Нидерландах, Канаде и т. д.
Позднее, начиная с 1983—1984 годов, уровень инфляции во всех этих странах резко понизился, и стагфляция в явной форме исчезла.
Ещё одним ярким примером стагфляции может служить состояние экономики России в 1991—1996 годах, когда при росте цен в десятки раз падение ВВП по мнению автора БРЭ произошло почти в три раза, по другим оценкам падение ВВП в 1990-е годы составило 39,8 %.

## Причины
Экономисты называют две основные причины стагфляции.
Во-первых, к стагфляции может привести снижение производства из-за резкого изменения цены на сырье, важного для данной экономики (т. н. ценовой шок). Например, это может быть резкое повышение цены на нефть для страны-импортера или снижение — для страны-экспортера.
Во-вторых, одновременное замедление роста производства (стагнация) и рост цен (инфляция) может быть результатом неверной экономической политики правительства. Например, центробанк страны может вызвать инфляцию, выпуская в обращение слишком много денег, в то время как слишком активное регулирование рынка труда и производства со стороны государства может привести к замедлению деловой активности (стагнации).
Именно указанными выше причинами была вызвана глобальная стагфляция 70-х годов XX в. Толчком к началу процесса послужил резкий подъем цен на нефть в результате введённого странами ОПЕК эмбарго на поставки нефти ряду стран. Ситуация усугубилась из-за неверной реакции национальных центробанков, попытавшихся стимулировать рост за счет закачки в экономику денег (см. Кейнсианство), что привело лишь к бесконтрольному росту цен и зарплат.